# Dicarpidium
Dicarpidium  es un género botánico monotípico de plantas con flores perteneciente a la familia de las  Malvaceae. Su única especie: Dicarpidium monoicum F.Muell., es originaria del norte de Australia. Fue descrito por Ferdinand von Mueller  y publicado en Hooker's Journal of Botany and Kew Garden Miscellany  9: 302, en el año 1857.

## Descripción
Es un arbusto bajo, cubierto en la mayoría, si no todas, de sus partes por rígidos pelos estrellados. Las hojas son oblongas, dentadas, plegadas y densamente hirsutas. Nacen en pecíolos cortos. Las flores son pequeñas, con pedicelos cortos, solitarias o en parejas o en tríos en las axilas de las hojas.  Las flores masculinas son más grandes que las flores femeninas. En ambos casos, tanto los estambres y los estilos están presentes, pero uno o el otro es estéril. Los pétalos son oblongo-espatulados.